# 黑面具
黑面具（Black Mask）是一个由美国DC漫画公司出版的漫画《蝙蝠侠》中虚构的人物，是一位超級反派。

## 人物
原名羅曼·賽恩尼斯，脾氣火爆，是一位在高譚市的黑道頭目之一，由道格·默許與湯姆·門德瑞克所創造。

## 經歷
與布魯斯·韋恩一樣出生豪門，但卻是一個父親會家暴的貴族家庭。當他看見父母與貴族的交流非常表面虛偽後，認為世人總是躲在面具後面，因此開始收集面具，以面具來表達自己的心情。
大學畢業後，一次在公司中，他愛上了一位名叫Circe秘書，並希望娶她為妻，但父母卻因為她出身平凡而反對他們的關係。
羅曼因而策劃了一場大火，並親手將自己的父母親推進大火中。父母死後，羅曼成為了公司的總裁，不久公司倒閉，韋恩企業的收購使他一瞬間一無所有，他憤怒的大肆破壞父母的墳地，並用父親的棺木雕刻了一個黑色的面具，開始他的犯罪生涯。
一次與蝙蝠俠打鬥的大火中，面具深深的烙印在他的臉上。
羅曼被憤怒的貓女射殺後，阿卡漢精神病院的院長傑瑞麥·阿卡漢成為了新一代的黑面具。
在新52的設定中，面具賦予他精神控制的能力，僅能控制軟弱的心智。

## 其他媒體

### 電視
- 《新蝙蝠俠》（2004）
- 《蝙蝠俠智勇悍將》（2008）
- 《蝙蝠女俠》（2021）：由彼得·奧特布里奇飾演，作為第二季的主要反派之一。

### 電影

#### 真人電影
- DC擴展宇宙
  - 《猛禽小隊》（2020）：由伊旺·麥奎格飾演，作為電影主要反派。

#### 動畫電影
- 《蝙蝠俠：紅頭罩之下》（2010）
- 《蝙蝠俠：勢不兩立》（2016）

### 遊戲
- 《蝙蝠俠：黑暗的未來（英语：Batman: Dark Tomorrow）》（2003）
- 《樂高蝙蝠俠（英语：Lego Batman: The Videogame）》（2008）
- 《DC 超級英雄 Online》（2011）
- 《蝙蝠俠：阿卡漢城市》（2011）
- 《樂高蝙蝠俠2：DC超級英雄》（2012）
- 《蝙蝠俠：阿卡漢起源》（2013）
- 《蝙蝠俠：阿卡漢起源-黑門監獄（英语：Batman: Arkham Origins Blackgate）》（2013）
- 《蝙蝠俠：阿卡漢騎士》（2015）：在紅頭罩DLC中登場。

## 外部連結
- DC資料庫wikia：羅曼·西恩尼斯 （页面存档备份，存于）
- 蝙蝠俠wikia：黑面具 （页面存档备份，存于）
- Comic Vine：黑面具 （页面存档备份，存于）
- IMDb：黑面具 （页面存档备份，存于）
- 超級英雄談：黑面具 （页面存档备份，存于）
- 漫畫書資料庫：Black mask(Roman Sionis) （页面存档备份，存于）
- 大漫畫資料庫：Black Mask